# Phloeosinus aubei
Phloeosinus aubei är en skalbaggsart som först beskrevs av Jean Pierre Omer Anne Édouard Perris 1855.  Phloeosinus aubei ingår i släktet Phloeosinus, och familjen vivlar. Arten har ej påträffats i Sverige.

## Bildgalleri

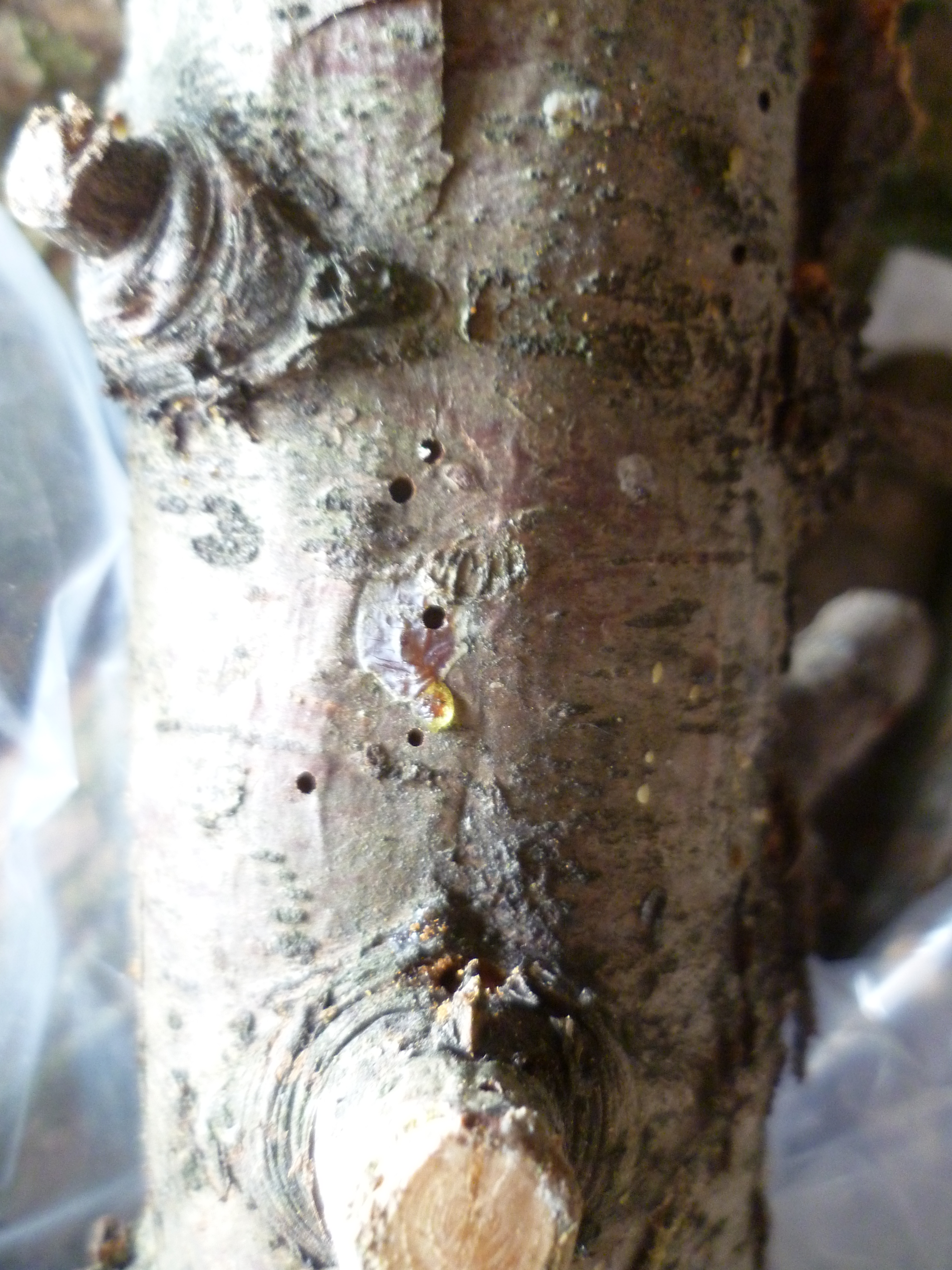
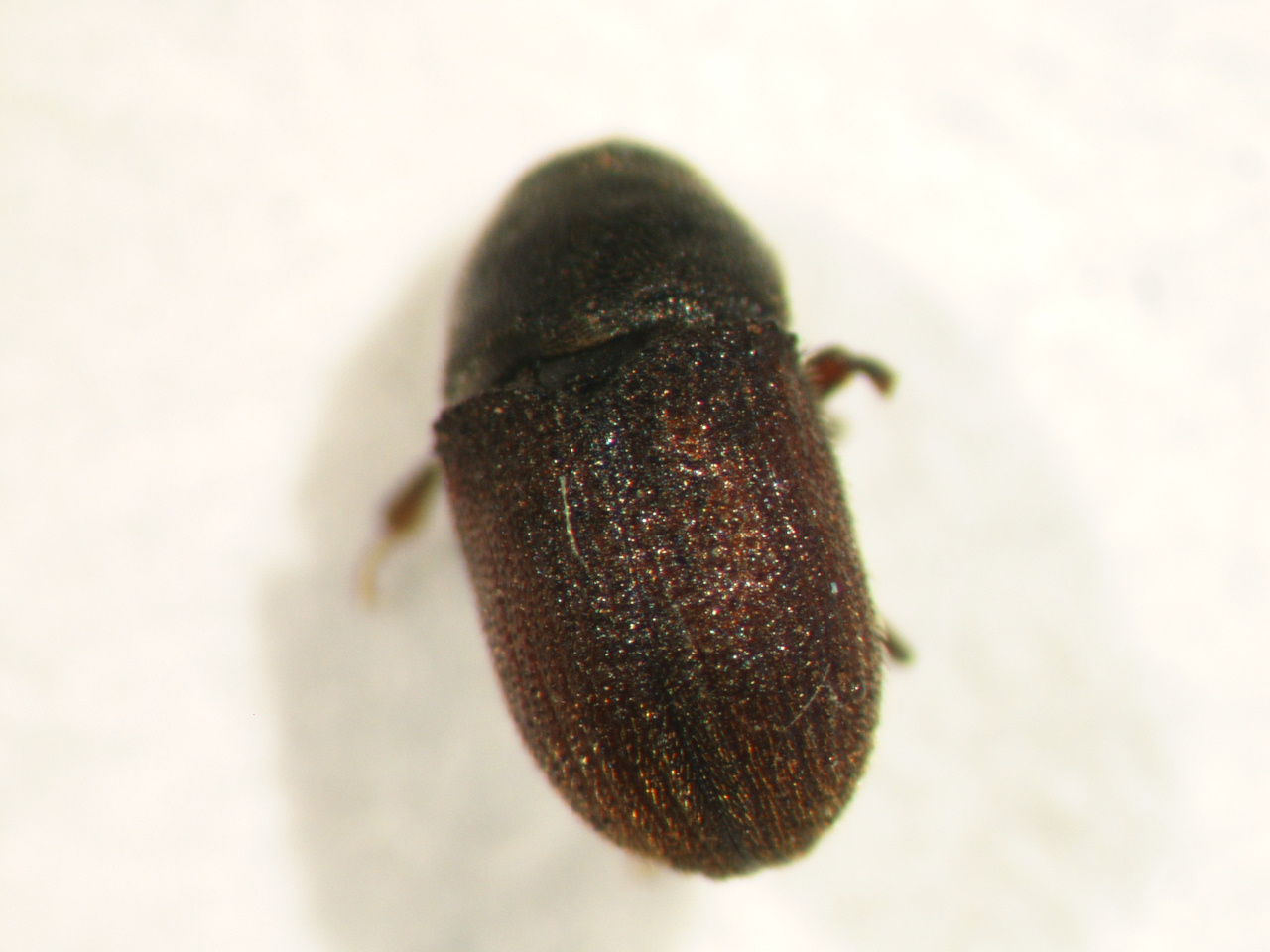
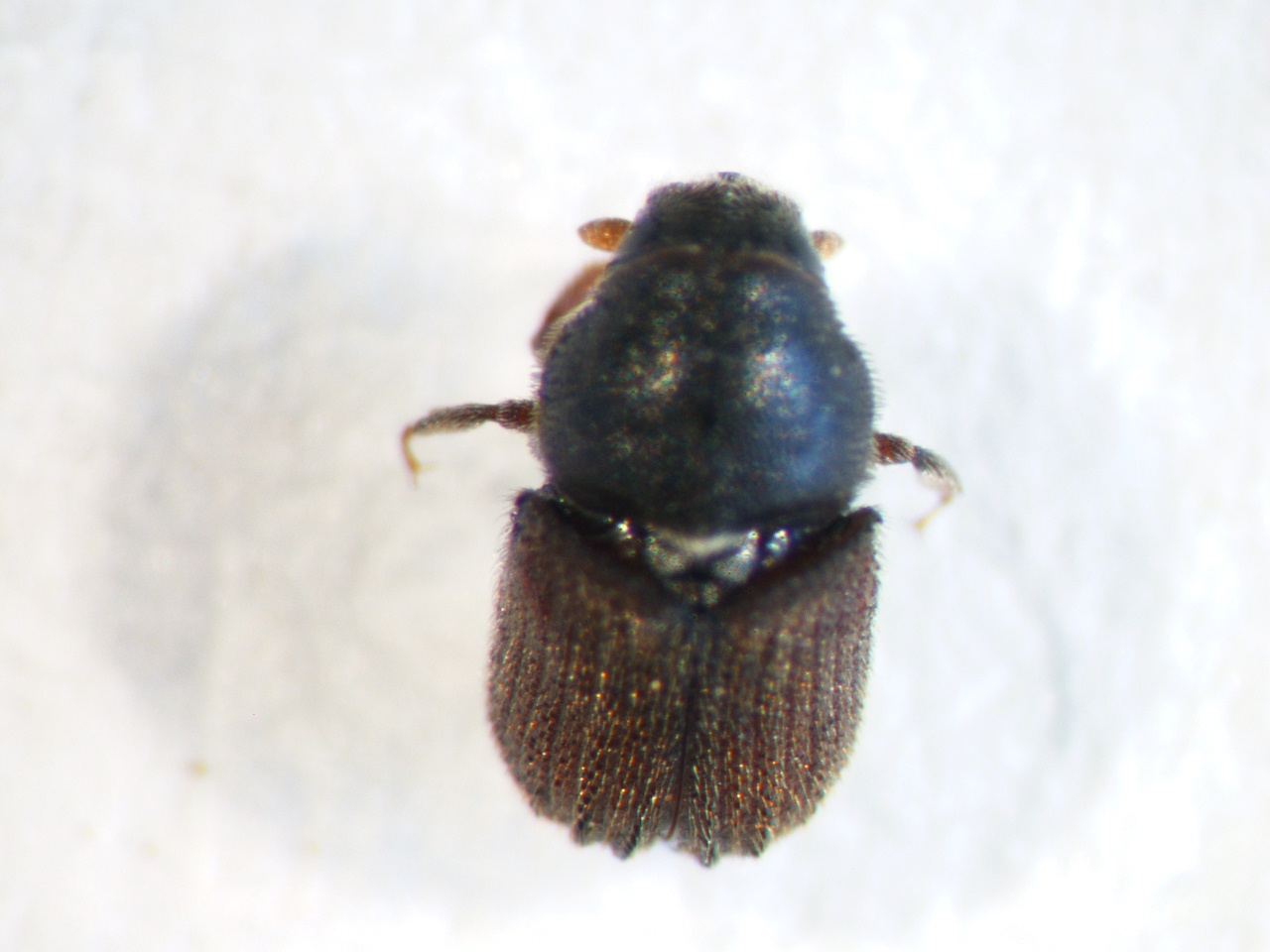
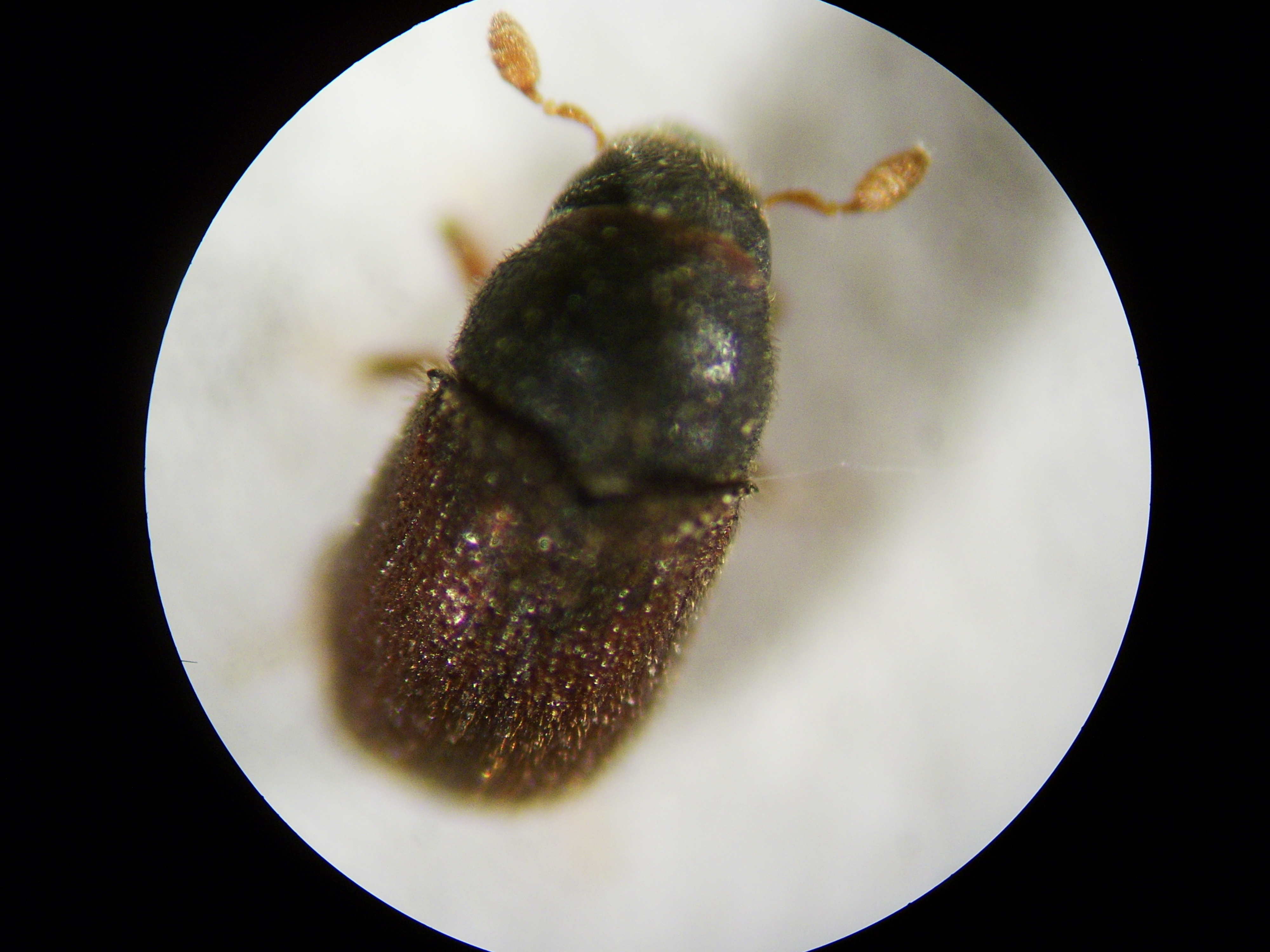
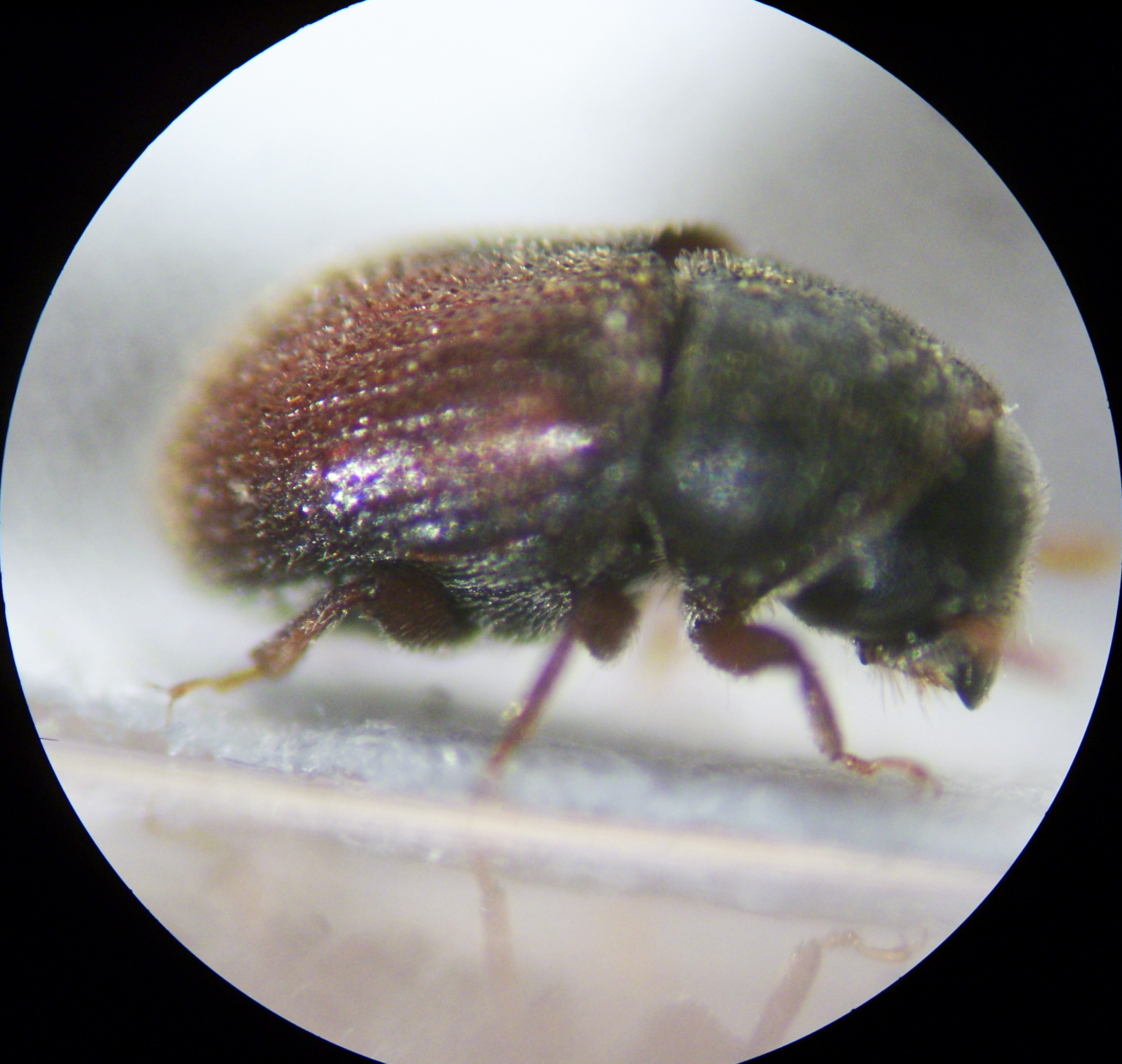
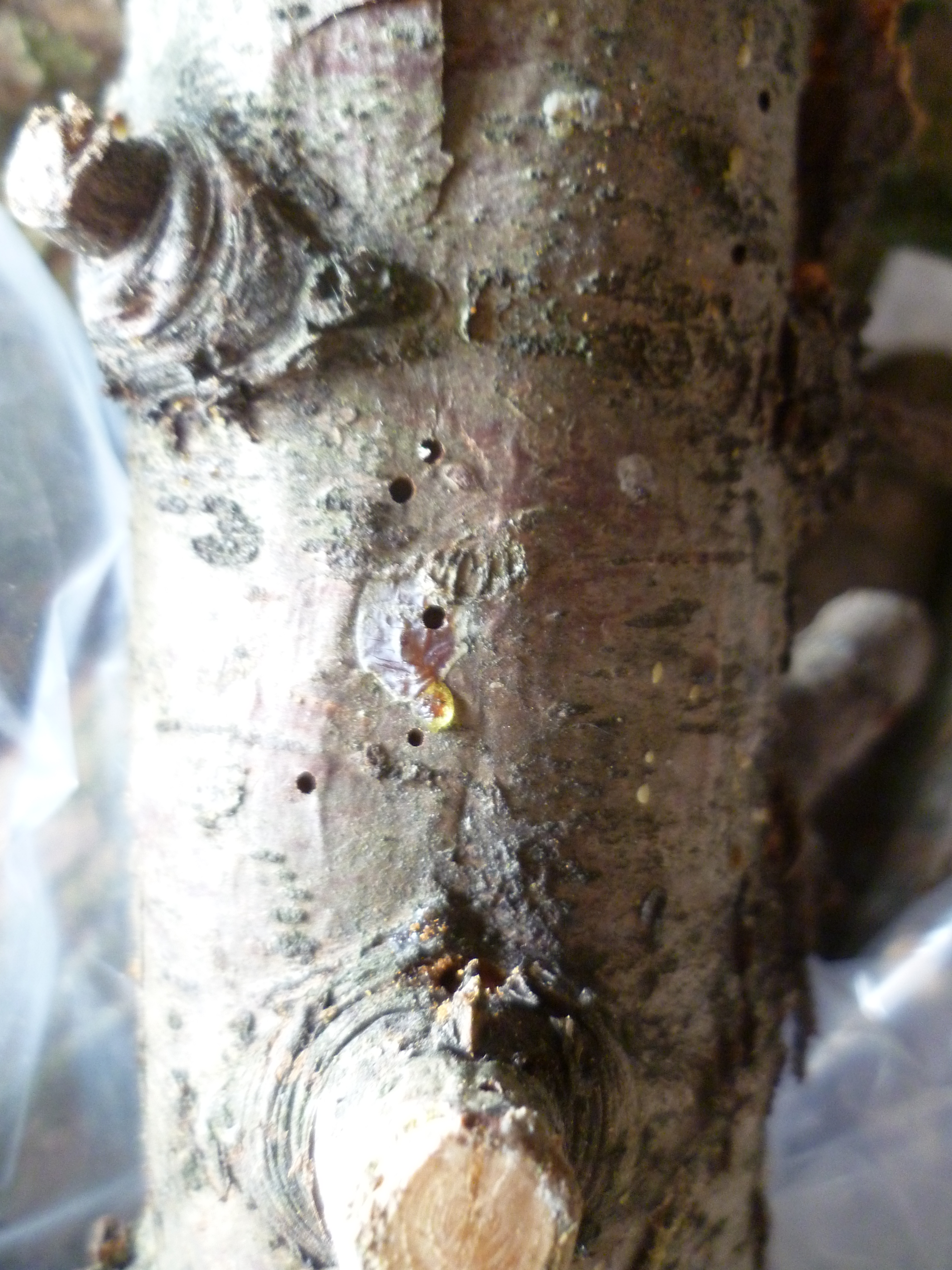